# Trifosfato-proteína fosfotransferasa
La trifosfato-proteína fosfotransferasa (EC 2.7.99.1) es una enzima que cataliza la siguiente reacción química:
Por lo tanto los dos sustratos de esta enzima son el trifosfato y una proteína de membrana microsomal, mientras que sus dos productos son difosfato y una proteína de membrana microsomal fosforilada.

## Clasificación
Esta enzima pertenece a la familia de las transferasas, más concretamente a aquellas transferasas que transfieren grupos que contienen fósforo y que no se encuentran cubiertas por otras familias de fosfotransferasas.

## Nomenclatura
El nombre sistemático para la actividad desarrollada por esta clase de enzimas es trifosfato:(proteína de membrana microsomal) fosfotransferasa. 
Otros nombres de uso común incluyen difosfato:proteína de membrana microsomal O-fosfotransferasa (erróneo), DiPPT (erróneo), pirofosfato:proteína fosfotransferasa (erróneo), difosfato-proteína fosfotransferasa (erróneo), y difosfato:[proteína de membrana microsomal] O-fosfotransferasa (erróneo).